# Nenzinho
Nenzinho, bürgerlich Manoel Ferreira de Freitas, (* 16. September 1933 in Campina Grande; † in Recife) war ein brasilianischer Fußballspieler. Der Abwehrspieler wurde mit dem EC Bahia erster nationaler Meister, welche aber erst 2010 anerkannt wurde.

## Karriere
Nenzinho begann seine Profilaufbahn 1956 bei Náutico Capibaribe. Eine Besonderheit in seiner Zeit bei Náutico war die Teilnahme an der Campeonato Brasileiro de Seleções Estaduais für die Auswahl von Pernambuco. Dem Klub blieb er bis 1958 treu, dann wechselte der zum EC Bahia. Mit diesem konnte er im selben Jahr noch die Staatsmeisterschaft von Bahia gewinnen. Ein Erfolg, welcher 1959 wiederholt werden konnte. Nach einem Streit mit Bahias Präsident Osório Villas-Boas im Oktober des Jahres, wurde seinem Wunsch entsprochen und Nenzinho konnte zu Náutico zurückkehren, obwohl die Austragung der Taça Brasil 1959, des ersten nationalen Fußball-Wettbewerbs in Brasilien, noch nicht beendet war. Nachdem Bahias Spieler Antônio Leone für das Finalentscheidungsspiel nicht zur Verfügung stand, kehrte Nenzinho zu Bahia zurück. Von den 14 Spielen in der Meisterschaft bestritt Nenzinho die ersten vier und das letzte. Der Sieg in der Meisterschaft qualifizierte den Klub zur Teilnahme an der Copa Campeones de América 1960. Hier traf der Klub auf den Club Atlético San Lorenzo de Almagro. Nenzinho kam im Rückspiel zu einem Einsatz, konnte aber die Niederlage nicht verhindern. Noch 1960 verließ er den Klub.
Seine nächsten Stationen noch im selben Jahr wurden der Santa Cruz FC und Sport Recife. 1964 ging Nenzinho zum Central SC, wo er seine Karriere ausklingen ließ.

## Trivia
Nenzinho war der erste Spieler aus dem Bundesstaat Paraíba, welcher Meister im Fußball wurde. Erst 1980 folgte ihm Júnior und nach Abschluss der Série A 2021 wurde Hulk der achte Spieler.
Nach seiner aktiven Laufbahn war er als Kaufmann aktiv. Der als Frauenheld und Raufbold bekannte Nenzinho wurde in seinem Büro in Boa Vista in Recife ermordet, das Opfer eines Verbrechens aus Leidenschaft.

## Erfolge
Bahia
- Staatsmeisterschaft von Bahia: 1958, 1959
- Campeonato Brasileiro de Futebol – Meister: 1959

Sport
- Staatsmeisterschaft von Pernambuco: 1961, 1962